# Lexington Bridge

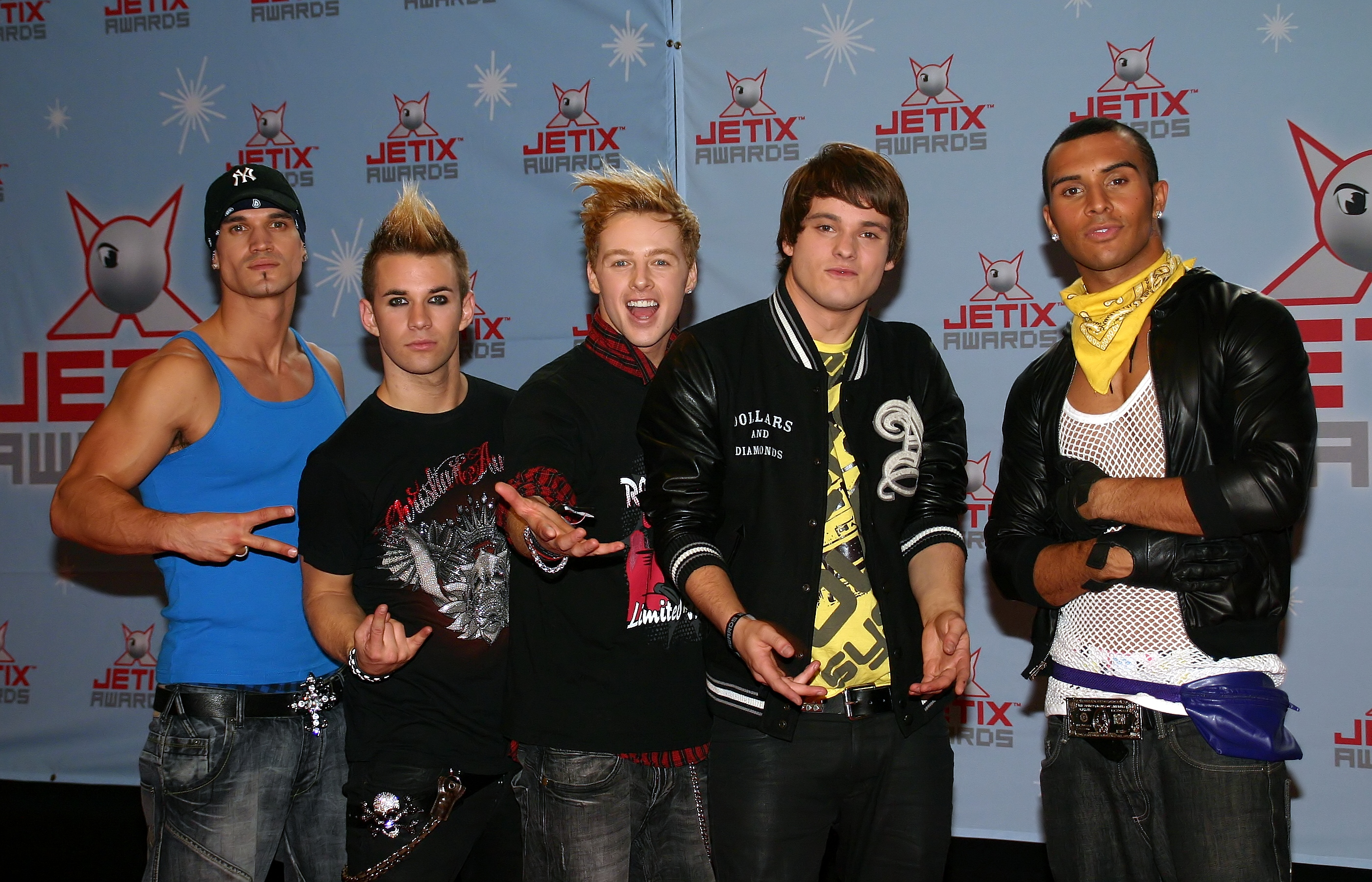
Lexington Bridge bei der Verleihung des Jetix-Awards im Rahmen der Jugendmesse YOU 2008

Lexington Bridge (kurz LXB) war eine fünfköpfige, britisch-niederländisch-amerikanische Popband.

## Bandgeschichte
Lexington Bridge wurde Mitte 2006 als Boygroup mit Gesang und Tanz aus verschiedenen Ländern zusammengestellt bzw. Die Gruppe besteht aus Rob Uncles aus den USA, Nye Oakley, Dax O’Callaghan und Jerome Simeon aus Großbritannien und Ephraim Beks aus den Niederlanden.
Ihren Namen verdanken sie einerseits der Lexington Avenue in New York City. Andererseits spielt Bridge auf die verschiedenen Nationalitäten der Mitglieder an. Musikalisch bedienten sich die fünf Sänger Elementen aus Contemporary R&B, Hip-Hop und Pop.

## Karriere
Bekannt wurden sie im Frühjahr 2007 mit ihrer Debütsingle Kick Back.
Am 12. Oktober 2007 kam die zweite Singleauskopplung Real Man in Zusammenarbeit mit dem US-amerikanischen Rapper Snoop Dogg auf den Markt und am 23. November 2007 das Album The Vibe.
Lexington Bridge war vor allem auf dem europäischen Kontinent erfolgreich. In Deutschland erlangten die Bandmitglieder besondere Bekanntheit, als sie als Special Guests auf der Temptation Tour von Monrose spielten. Aber auch in Ländern wie Polen (Top 5) und Bulgarien konnten sie sich in den Charts platzieren.
Anfang 2008 wurde bei dem Bandmitglied Nye Bulimie diagnostiziert, so dass er bis Anfang Juni eine Pause von der Band nahm. Im Sommer kehrte er nach einem Klinikaufenthalt gesund in die Band zurück. Es folgte eine europaweite Kampagne für das Young Fashion-Unternehmen New Yorker. Die Mitglieder von Lexington Bridge wurden als Models für die Herbstkampagne 2008 eingesetzt und zierten mehrere Monate lang Anzeigen und Plakate in ganz Europa.
Am 24. Oktober 2008 erschien die dritte Single Dance with Me (in der Gold Edition) und stieg in den deutschen Charts auf Platz 20 ein. Die Single enthält auch den Charity Foundation Remix von Go On and Go und eine Rock T.E.S.-Version dieses Songs, denn dieser war eigentlich als Single vorgesehen, diese wurde aber durch die Erkrankung von Nye als solche verhindert.
Lexington Bridge löste sich im Sommer 2010 auf.

## Mitglieder
- Robert Alexander Uncles (* 17. Juni 1987 in Los Angeles/USA)
- Ephraim Beks (* 27. September 1989 in Alkmaar/Niederlande)
- Dax O’Callaghan (* 2. Juli 1986 in London/England)
- Nye Oakley (* 6. Juli 1985 in Ipswich/England)
- Jerome Paisley Simeon (* 20. Februar 1985 in Sheffield/England)

## Diskografie

### Studioalben
| Jahr | Titel    | Höchstplatzierung, Gesamtwochen, AuszeichnungChartplatzierungen (Jahr, Titel, Platzierungen, Wochen, Auszeichnungen, Anmerkungen) | Höchstplatzierung, Gesamtwochen, AuszeichnungChartplatzierungen (Jahr, Titel, Platzierungen, Wochen, Auszeichnungen, Anmerkungen) | Anmerkungen                             |
| Jahr | Titel    | DE | AT | Anmerkungen                             |
| ---- | -------- | --- | --- | --------------------------------------- |
| 2007 | The Vibe | DE86 (1 Wo.)DE | — | Erstveröffentlichung: 23. November 2007 |

### Singles
| Jahr | Titel Album                           | Höchstplatzierung, Gesamtwochen, AuszeichnungChartplatzierungen (Jahr, Titel, Album, Platzierungen, Wochen, Auszeichnungen, Anmerkungen) | Höchstplatzierung, Gesamtwochen, AuszeichnungChartplatzierungen (Jahr, Titel, Album, Platzierungen, Wochen, Auszeichnungen, Anmerkungen) | Anmerkungen                                               |
| Jahr | Titel Album                           | DE | AT | Anmerkungen                                               |
| ---- | ------------------------------------- | --- | --- | --------------------------------------------------------- |
| 2007 | Kick Back The Vibe                    | DE24 (9 Wo.)DE | AT63 (1 Wo.)AT | Erstveröffentlichung: 9. Februar 2007                     |
| 2007 | Real Man The Vibe                     | DE16 (9 Wo.)DE | AT66 (2 Wo.)AT | Erstveröffentlichung: 21. September 2007 feat. Snoop Dogg |
| 2007 | Everything I Am The Vibe              | — | — | Erstveröffentlichung: 11. Oktober 2007                    |
| 2008 | Dance with Me The Vibe (Gold Edition) | DE20 (4 Wo.)DE | — | Erstveröffentlichung: 3. April 2008 feat. Rocc Starr      |